# شهرستان آنتیگونیش، نوا اسکوشیا
شهرستان آنتیگونیش٬ نوا اسکوشیا (به انگلیسی: Antigonish County, Nova Scotia) یک فهرست شهرستان‌های نوا اسکوشیا در کانادا است که در نوا اسکوشیا واقع شده‌است.

## خصوصیات
شهرستان آنتیگونیش٬ نوا اسکوشیا ۱۹٬۵۸۹ نفر جمعیت دارد.